# Доктор Еґман
До́ктор А́йво Ро́ботнік (яп. ロボトニック, Роботонікку), також відомий як До́ктор Е́ґман (яп. ドクター・エッグマン, Докута: Еґґуман), — головний антагоніст франшизи про їжака Соніка. Доктор Роботнік планує підкорити світ та створити свою ідеальну країну під назвою Еґманляндія (Eggmanland). Зазвичай його плани руйнує їжачок Сонік, головний герой більшості відеоігор та мультсеріалів серії.

## Доктор Роботнік у відеоіграх
Дебютом Еґмана була перша гра серії — платформер Sonic the Hedgehog для ігрової приставки Sega Mega Drive. Доктор Роботнік намагався захопити Південний острів, використовуючи його жителів як живе паливо для своєї армії роботів, а також зібрати Смарагди Хаосу для початку кампанії по захопленню світу.
У сиквелі Sonic the Hedgehog 2 Еґман створює космічну станцію «Яйце Смерті» та починає атаку на Західний острів, знову перетворюючи звірів на роботів та шукаючи Смарагди Хаосу. Наприкінці гри Сонік знищує «Яйце Смерті», воно падає на Землю.
У Sonic the Hedgehog 3 та в його доповненні Sonic & Knuckles виявляється, що Роботнік зміг приземлитися разом зі своєю станцією на Янгольському острові. Він обдурив єхидну Наклза, переконавши цього стража острова в тому, що Сонік та його друг Тейлз намагаються вкрасти Майстер-Смарагд Наклза, що може призвести до падіння летючого острова. Скориставшися протистоянням Соніка та Наклза, Роботнік забирає Майстер-Смарагд та використовує його для запуску «Яйця Смерті». Зрозумівши справжні наміри Роботніка, Наклз допомагає Соніку та Тейлзу знищити станцію.
Доктор Роботнік також є головним антагоністом у таких іграх як Sonic Chaos, Sonic Triple Trouble, Sonic Blast, Sonic the Hedgehog Pocket Adventure, Knucles' Chaotix.
У Sonic Adventure Еґман знаходить Хаос, легендарне створіння, що посилюється силою Смарагдів Хаосу. Доктор використовує негативну силу семи смарагдів для створення Ідеального Хаосу, силами якого Роботнік планує захопити світ та створити Роботнікленд (Robotnikland), свою ідеальну країну. Після поразки Еґмана монстр залишає його та намагається зібрати силу Смарагдів самостійно.
Доктор Айво Роботнік є одним з головних героїв Sonic Adventure 2, першої гри з основної серії платформерів, де можна грати за цього персонажа. Айво Роботнік шукає секретні винаходи свого дідуся, професора Джеральда Роботніка, які він може використати у своїй новій кампанії по захопленню світу. Айво знаходить їжака Шедоу, результат проєкту професора Джеральда, що був присвячений створенню ідеальної життєвої форми. Їжак показує Еґману секретну зброю на космічній колонії ARK під назвою «Гармата Затьмарення», що має силу знищити цілу планету. Доктор вирішує оголосити ультиматум президенту Сполученої Федерації, вимагаючи передачі контролю над Землею Імперії Роботніка (Robotnik Empire, яку він також називає Імперією Еґмана, the Empire of Eggman або Eggman Empire), інакше він знищить країни Федерації. Для активації «Гармати Затьмарення» необхідні Смарагди Хаосу, в пошуках яких Еґман об'єднує сили з їжаком Шедоу та дівчинкою-кажаном Руж, що секретно працює на президента. Нарешті, зібравши достатньо Смарагдів, Роботнік демонструє жителям планети силу космічної станції, знищуючи половину Місяця, та вимагає повного контролю над планетою, інакше він знищить її через 24 години. Однак для ще однієї активації «Гармати» потрібно знайти останній Смарагд Хаосу, яким зараз володіє Тейлз. Сонік, Тейлз, Наклз та Емі, дівчина Соніка, намагаються зупинити Роботніка та вирушають на космічну колонію ARK. Роботнік бере в заручники Емі та заманює Соніка і Тейлза до пастки. Маючи останній Смарагд Хаосу, Еґман додає його до «Гармати Затьмарення». Це активує зовсім іншу програму Джеральда Роботніка. Айво показує героям щоденник свого дідуся, з якого вони дізнаються, що Джеральд збожеволів після вбивства агентами GUN його онучки Марії Роботнік, кузини Айво Роботніка, за 50 років до початку подій гри. Виявляється, що уряд Федерації був стурбований тим, що професор Джеральд може використати секретну зброю для захоплення світу, як це вирішив зробити його онук, тож Федерація відправила спецагентів GUN, щоб вбити персонал станції, у тому числі Марію, взяти в полон Джеральда Роботніка та знищити усю інформацію про таємну колонію. Перед полоном та подальшою стратою, Джеральд підготував план помсти GUN і створив програму для станції на випадок, якщо GUN вирішить використати «Гармату» та збере усі Смарагди Хаосу. Ця програма означала деактивацію «Гармати» та падіння станції ARK на Землю. Для зупинки падіння станції герої повинні були нейтралізувати силу Смарагдів Хаоса, що можна було зробити лише за допомогою Майстер-Смарагда Наклза. Однак деактивація Смарагдів не зупиняє падіння ARK, яку контролює Біолізад, прототип «ідеальної форми життя». Сонік та Шедоу перемагають його і рятують світ, Шедоу та Біолізард вважаються загиблими.
У Sonic Heroes Еґман не грає великої ролі, хоча саме його дії після Sonic Adventure 2 спричинили більшість подій гри. Доктор Роботнік відбудував свій повітряний флот та Метал-Соніка, однак цей унікальний робот повстає проти свого творця та затверджує свій контроль над армією роботів Еґмана. Протягом гри, маскуючись Роботніком, Метал-Сонік копіює характеристики деяких персонажів, щоб використати їх об'єднані сили у фінальній битві. Плануючи відновлення свого контролю над роботами, Еґман виходить на зв'язок зі слідчими Хаотиксами та направляє їх на шлях до конфронтації з Метал-Соніком у союзі з іншими командами. Наприкінці гри, не маючи змоги заплатити Хаотиксам, доктор намагається втекти від своїх найманців. Доктор Роботнік також створив серію тіньових андроїдів — копій їжака Шедоу, що грають важливу роль у грі Shadow the Hedgehog.
У Shadow the Hedgehog Імперія Еґмана є однією з трьох фракцій, що протистоять протагоністові, або намагаються встановити з ним союзницькі відносини. Доктор Роботнік може давати гравцю завдання, допомагати на деяких рівнях. Тіньові андроїди є частиною армії Еґмана, у «нейтральному» варіанті кінцівки їжачок вирішує, що він сам є лише однією з копій їжака Шедоу (в чому його намагався переконати й сам Роботнік), вбиває доктора та стає лідером андроїдів. Однак справжня кінцівка є частиною Останньої Історії. Протягом фінальної битви, коли герої вболівають за протагоніста, Еґман розповідає їжаку, що він є справжнім Шедоу, якого змогли врятувати роботи доктора перед початком подій Sonic Heroes.
Дизайн персонажа декілька разів змінювався, однак завжди зберігались яйцеподібна форма тіла доктора, його великі вуса та червоний колір одягу.